# هاري ديفلن
هاري ديفلن (بالإنجليزية: Harry Devlin)‏ هو فنان قصص مصورة ورسام كارتون وفنان ورسام أمريكي، ولد في 22 مارس 1918، وتوفي في 25 نوفمبر 2001.